# Holte Skole, afdeling Rønnebærvej
Holte Skole, afdeling Rønnebærvej, tidligere kendt som Dronninggårdskolen, er en folkeskole i Holte, i Rudersdal Kommune, beliggende mellem Kongevejen og den nordlige ende af Furesø. Skolen har eksisteret siden december 1996 og afløste det daværende Holte Gymnasium, som blev grundlagt i 1899.
I skoleåret 2011 – 2012 underviser Dronninggårdskolen 653 elever, fordelt på børnehaveklasser til 9. skoleår. Fordelingen er 303 piger og 350 drenge. Skolen beskæftiger ca. 60 lærere, og i alt 90 er ansat på skolen.
I kølvandet på Rudersdal Kommune og Holte Byråds sammenlægning af Nærum Skole i Nærum og Vangeboskolen i Holte, der var første led i kommunens skolesammenlægningsplan af 2020, blev Dronninggårdskolen og Ny Holte Skole som andet led i planen i august 2020 slået sammen til én skole med navnet Holte Skole, hvorefter Dronninggårdskolen skiftede navn officielt til Holte Skole, afd. Rønnebærvej. Ny Holte Skole fik lov til at beholde sit navn. Sammenlægningen har betyder, at der nu er to matrikler ganske tæt på hinanden, der begge udbyder klasser fra 0. til 9. klasse.
Den 8. Januar 2023 var der videre en vejledende folkestemning i skoledistriktet om hvorvidt man skulle samle alle eleverne på Rønnebærvej (den førhenværende Dronninggårdskole), eller dele eleverne op således at 0.-5. klasse skulle gå i skole på Rønnebærvej, imens 6.-9. klasse skulle gå i skole på Grünersvej.
Holte Skole, afd. Rønnebærvej har det tredje højeste karaktergennemsnit i landet blandt folkeskoler.[kilde mangler]

## Eksterne kilder og henvisninger
- Skolens hjemmeside Arkiveret 21. januar 2011 hos  Wayback Machine

| Skole | Spire Denne artikel om en skole, en uddannelsesinstitution eller uddannelse er en spire som bør udbygges. Du er velkommen til at hjælpe Wikipedia ved at udvide den. |

|  | Denne artikel om en bygning eller et bygningsværk kan blive bedre, hvis der indsættes et (bedre) billede. Du kan hjælpe ved at afsøge Wikimedia Commons for et passende billede eller lægge et op på Wikimedia Commons med en af de tilladte licenser og indsætte det i artiklen. |

55°48′54.05″N 12°27′52.33″Ø / 55.8150139°N 12.4645361°Ø